# 佩里亞山脈國家公園
09°32′N 73°00′W / 9.533°N 73.000°W

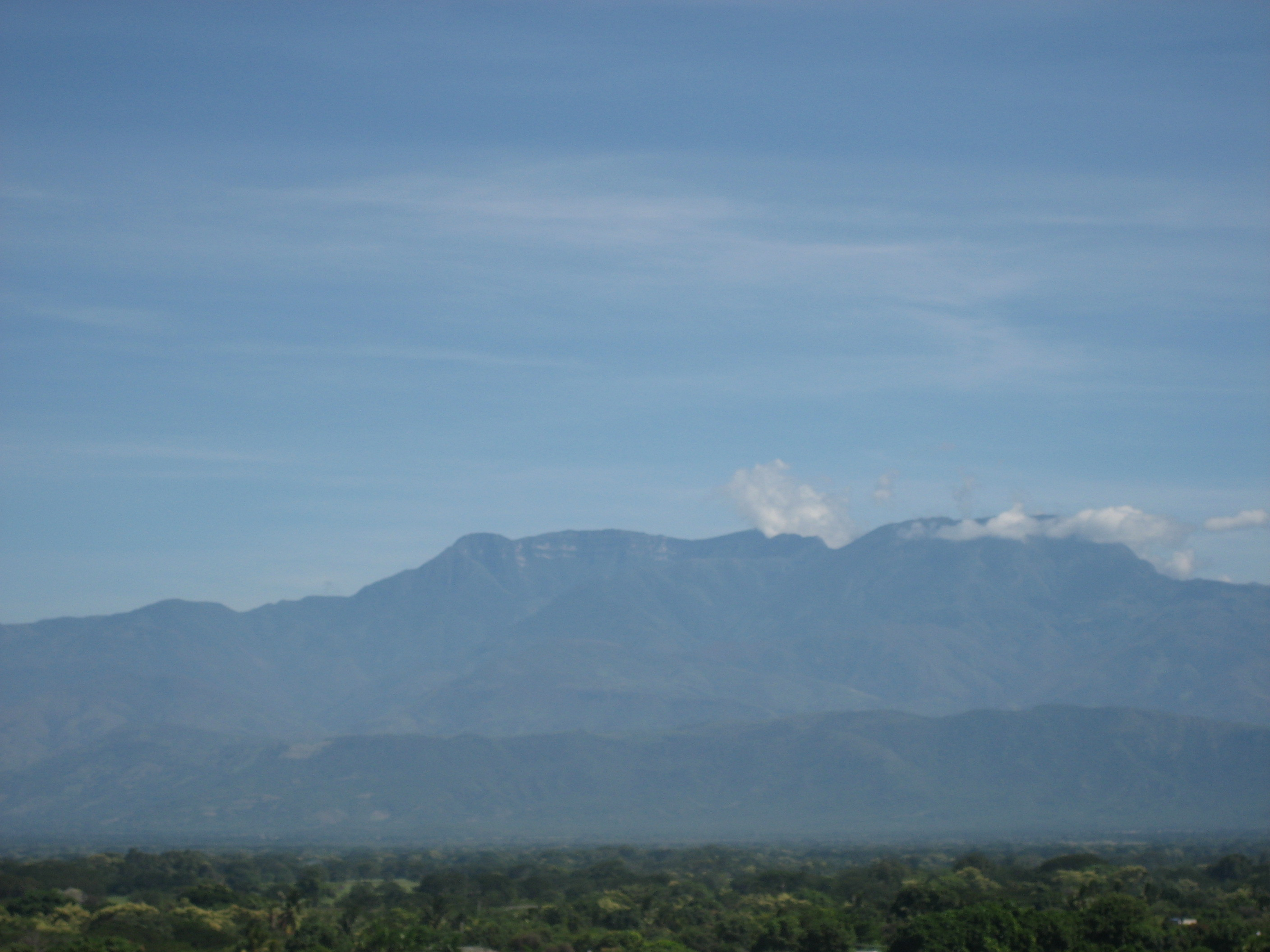

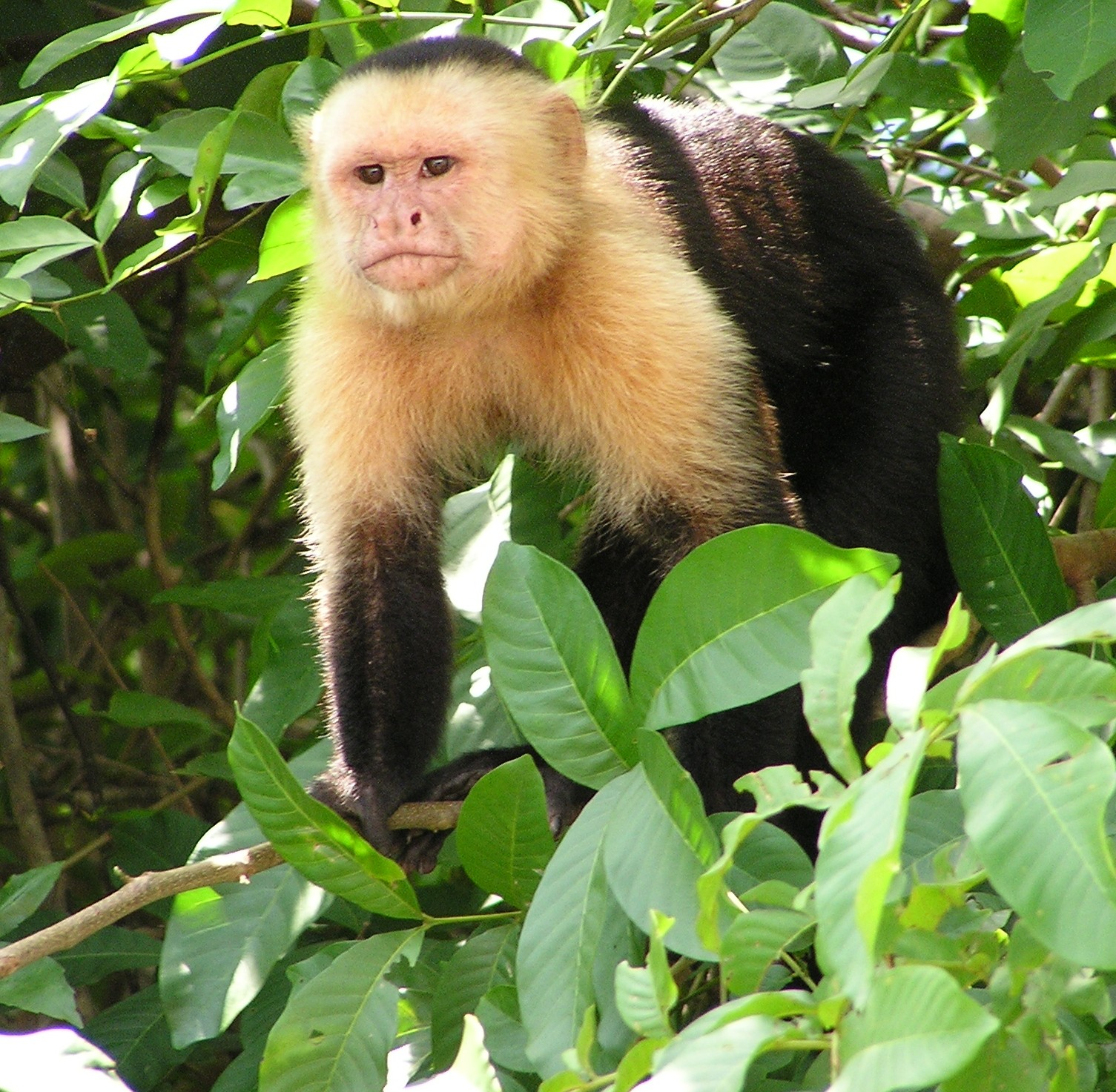

佩里亞山脈國家公園是委內瑞拉的國家公園，位於該國西北部，由蘇利亞州負責管轄，面積2,952平方公里，始建於1978年12月11日，最高點海拔高度3,750米。

## 外部連結
- Instituto Nacional de Parques de Venezuela
- Lycos Perijá